# Josefa María Larraga
Josefa María Larraga (València, 1700 - ca. 1728) fou una pintora valenciana.
Josefa María era filla d'Apolinar Larraga, un pintor autodidacte que va aconseguir certa fama a la ciutat de València per les seues obres de temàtica religiosa. Son pare va ser també el seu mestre i, a pesar que Josefa María patia des del seu naixement una deformitat en ambdues mans, va practicar la pintura i la miniatura. En aquestes activitats va destacar pel domini del dibuix i per la utilització del color. Eren els temps en els quals es començaven a obrir per a les dones algunes possibilitats artístiques en la pintura, sobretot en la pintura de retrats, una temàtica més propera a les atribucions femenines en els espais privats. Ella es va especialitzar, igual que el seu pare, en la pintura religiosa i també en els temes històrics que plasmava en llenços menuts.
Entre les obres seues que s'han conservat destaca el Reliquiario de Jesús, que està exposat en el convent de Sant Doménec de València.
En la biografia de Josefa María destaca també el fet que va regentar una acadèmia de pintura per a dones, la qual cosa la situa entre les pioneres en l'ensenyança d'aquest art entre la població femenina. Juan Agustín Cean Bermúdez la cita en el Diccionario Historico [sic] de los mas [sic] ilustres profesores de las Bellas Artes en España, obra escrita el 1800 i on s'arreplega el seu nom tant per tenir la seua obra al convent de sant Domènec, com per formar part dels “il·luminadors o pintors de miniatures” més importants del segle xviii.